# Длинный разгибатель большого пальца кисти
Длинный разгибатель большого пальца кисти (лат. Musculus extensor pollicis longus) — мышца предплечья задней группы.
Имеет веретенообразное брюшко и длинное сухожилие. Залегает рядом с коротким разгибателем большого пальца кисти. Начинается от межкостной перепонки предплечья, межкостного края и задней поверхности локтевой кости. Направляется вниз и переходит в сухожилие, которое окружено влагалищем сухожилия длинного разгибателя большого пальца кисти (лат. vagina tendinis musculi extensoris pollicis longi). Затем, обогнув I пястную кость и выйдя на её тыльную поверхность, сухожилие достигает основания дистальной фаланги, к которой и прикрепляется.

## Функция
Разгибает большой палец, оттягивая его в тыльную сторону.

## Иннервация
Лучевой нерв (лат. Nervus radialis)

## Кровоснабжение
Задняя межкостная артерия (лат. Arteria interossea posterior)